# Ivan Javorčić
Ivan Javorčić (Spalato, 24 gennaio 1979) è un allenatore di calcio ed ex calciatore croato, di ruolo centrocampista, tecnico in seconda della Juventus.

## Carriera

### Giocatore

#### Club
Inizia la sua carriera calcistica nell'Hajduk Spalato. Dopo essere stato visionato dall'allora allenatore del Brescia Edy Reja giunge in giovane età, nel 1996, alla squadra lombarda, che dopo un periodo di stage lo rimanda in patria, in prestito in seconda serie croata al Mosor. Il suo trasferimento alle rondinelle crea alcuni problemi con la Federazione Croata, intenzionata a non privarsi dei giocatori delle nazionali giovanili. Dopo una serie di stagioni nella Serie A e B italiane inizia a militare in serie professionistiche minori. Nel Brescia gioca in tutto 49 gare con un gol a Udine in Udinese-Brescia (3-1) in Serie A.
Il 23 maggio 2004 la sua carriera è pesantemente messa a rischio a seguito di un incidente di gioco durante la partita Rimini-Arezzo. Dopo il trapianto di menisco esterno - primo calciatore professionista sottoposto ad un tale intervento - ritorna in campo dopo 29 mesi di stop, con il Pizzighettone in serie C1. Dopo cinque operazioni subite al ginocchio, l'ultima nell'aprile 2009, ed anche a causa di problemi cronici alla cartilagine, ha chiuso la sua carriera da calciatore a soli 30 anni.

#### Nazionale
Con la nazione giovanile ha fatto tutta la trafila dal U-15 al U-21, senza però mai passare alla nazionale maggiore. 
Con i mali vatreni disputò una sola partita valida per le qualificazioni di categoria di Euro 2002 contro il Belgio U-21, tenutasi il 1º settembre 2000 e persa per 2 a 1.

### Allenatore
Da agosto 2009 lavora nel settore giovanile del Brescia, allenando i Giovanissimi Nazionali, poi la formazione "Berretti" per due campionati e quindi la "Primavera".
Il 15 dicembre 2014 viene promosso ad allenatore della prima squadra a seguito dell'esonero di Ivo Iaconi; dal gennaio 2015 ne diventa vice, lasciando l'incarico a Salvatore Giunta in quanto sprovvisto del patentino necessario richiesto dalla Lega Calcio per poter allenare una squadra di Serie B. Il 31 gennaio, a seguito del cambio di proprietà del club ed a due sconfitte consecutive, viene esonerato insieme a Giunta e sostituito da Alessandro Calori.
Il 27 ottobre 2015 diventa il nuovo allenatore del Mantova subentrando all'esonerato Riccardo Maspero in Lega Pro; sceglie come suo vice Gabriele Graziani. L'esperienza sulla panchina dei biancorossi finisce il 14 marzo 2016, quando viene sostituito da Luca Prina.
Il 17 aprile 2017 diventa il nuovo allenatore della Pro Patria, in Serie D. Il 6 maggio 2018 porta la squadra alla promozione in Serie C e il 2 giugno vince lo scudetto di serie D.
Seguono tre stagioni in Serie C, con un ottavo, un undicesimo e un quinto posto nel girone A. L'8 giugno 2021 la società bustocca comunica il mancato rinnovo dell'allenatore croato, che lascia così il club dopo quattro anni.
Il 14 giugno 2021 firma un contratto biennale con il Südtirol, in Serie C. Il 24 aprile 2022, vincendo all'ultima giornata di campionato, conduce gli altoatesini alla prima promozione nella loro storia in Serie B, vincendo il girone A con 90 punti e con solo 9 gol subiti. Il 9 giugno 2022 rescinde consensualmente il contratto con la società altoatesina.
Subito dopo la rescissione con i biancorossi, firma un contratto triennale con il Venezia, in Serie B. Il 31 ottobre 2022, con la squadra terzultima con 9 punti dopo 11 giornate, viene esonerato dalla guida del club lagunare. Il 18 marzo 2024, rescinde il proprio accordo con i veneti, per approdare alla Lazio come vice del suo connazionale Igor Tudor.
Il 26 marzo 2025 segue Tudor alla Juventus, ricoprendo il ruolo di vice allenatore.

## Statistiche

### Cronologia presenze e reti in nazionale
| Cronologia completa delle presenze e delle reti in nazionale ― Croazia under 21 | Cronologia completa delle presenze e delle reti in nazionale ― Croazia under 21 | Cronologia completa delle presenze e delle reti in nazionale ― Croazia under 21 | Cronologia completa delle presenze e delle reti in nazionale ― Croazia under 21 | Cronologia completa delle presenze e delle reti in nazionale ― Croazia under 21 | Cronologia completa delle presenze e delle reti in nazionale ― Croazia under 21 | Cronologia completa delle presenze e delle reti in nazionale ― Croazia under 21 | Cronologia completa delle presenze e delle reti in nazionale ― Croazia under 21 |
| Data                                                                            | Città                                                                           | In casa                                                                         | Risultato                                                                       | Ospiti                                                                          | Competizione                                                                    | Reti                                                                            | Note                                                                            |
| ------------------------------------------------------------------------------- | ------------------------------------------------------------------------------- | ------------------------------------------------------------------------------- | ------------------------------------------------------------------------------- | ------------------------------------------------------------------------------- | ------------------------------------------------------------------------------- | ------------------------------------------------------------------------------- | ------------------------------------------------------------------------------- |
| 1-9-2000                                                                        | Charleroi                                                                       | Belgio under 21                                                                 | 2 – 1                                                                           | Croazia under 21                                                                | Qual. Europeo Under-21 2002                                                     | -                                                                               |                                                                                 |
| Totale                                                                          |                                                                                 | Presenze                                                                        | 1                                                                               |                                                                                 | Reti                                                                            | 0                                                                               |                                                                                 |

### Statistiche da allenatore
Statistiche aggiornate al 31 ottobre 2022. In grassetto le competizioni vinte.
| Stagione            | Squadra           | Campionato        | Campionato | Campionato | Campionato | Campionato | Coppe nazionali | Coppe nazionali | Coppe nazionali | Coppe nazionali | Coppe nazionali | Coppe continentali | Coppe continentali | Coppe continentali | Coppe continentali | Coppe continentali | Altre coppe | Altre coppe | Altre coppe | Altre coppe | Altre coppe | Totale | Totale | Totale | Totale | Vittorie % | Piazzamento |
| Stagione            | Squadra           | Comp              | G          | V          | N          | P          | Comp            | G               | V               | N               | P               | Comp               | G                  | V                  | N                  | P                  | Comp        | G           | V           | N           | P           | G      | V      | N      | P      | %          | Piazzamento |
| ------------------- | ----------------- | ----------------- | ---------- | ---------- | ---------- | ---------- | --------------- | --------------- | --------------- | --------------- | --------------- | ------------------ | ------------------ | ------------------ | ------------------ | ------------------ | ----------- | ----------- | ----------- | ----------- | ----------- | ------ | ------ | ------ | ------ | ---------- | ----------- |
| dic. 2014-gen. 2015 | Brescia           | B                 | 4          | 2          | 1          | 1          | CI              | -               | -               | -               | -               | -                  | -                  | -                  | -                  | -                  | -           | -           | -           | -           | -           | 4      | 2      | 1      | 1      | 50,00      | Sub., Eson. |
| ott. 2015-mar. 2016 | Mantova           | LP                | 18         | 2          | 9          | 7          | CI-LP           | -               | -               | -               | -               | -                  | -                  | -                  | -                  | -                  | -           | -           | -           | -           | -           | 18     | 2      | 9      | 7      | 11,11      | Sub., Eson. |
| apr.-giu. 2017      | Pro Patria        | D                 | 3+1        | 2+0        | 1+0        | 0+1        | CI-D            | -               | -               | -               | -               | -                  | -                  | -                  | -                  | -                  | -           | -           | -           | -           | -           | 4      | 2      | 1      | 1      | 50,00      | Sub. 5º     |
| 2017-2018           | Pro Patria        | D                 | 36+4       | 23+3       | 10+1       | 3+0        | CI-D            | 1               | 0               | 0               | 1               | -                  | -                  | -                  | -                  | -                  | -           | -           | -           | -           | -           | 41     | 26     | 11     | 4      | 63,41      | 1º (prom.)  |
| 2018-2019           | Pro Patria        | C                 | 37+1       | 16+0       | 9+0        | 12+1       | CI-C            | 2               | 0               | 2               | 0               | -                  | -                  | -                  | -                  | -                  | -           | -           | -           | -           | -           | 40     | 16     | 11     | 13     | 40,00      | 8º          |
| 2019-2020           | Pro Patria        | C                 | 26+1       | 7+0        | 11+0       | 8+1        | CI+CI-C         | 2+2             | 1+1             | 0+0             | 1+1             | -                  | -                  | -                  | -                  | -                  | -           | -           | -           | -           | -           | 31     | 9      | 11     | 11     | 29,03      | 11º         |
| 2020-2021           | Pro Patria        | C                 | 38+1       | 16+0       | 13+0       | 9+1        | CI              | 2               | 1               | 0               | 1               | -                  | -                  | -                  | -                  | -                  | -           | -           | -           | -           | -           | 41     | 17     | 13     | 11     | 41,46      | 5º          |
| Totale Pro Patria   | Totale Pro Patria | Totale Pro Patria | 140+8      | 64+3       | 44+1       | 32+4       |                 | 9               | 3               | 2               | 4               |                    | -                  | -                  | -                  | -                  |             | -           | -           | -           | -           | 157    | 70     | 47     | 40     | 44,59      |             |
| 2021-2022           | Südtirol          | C                 | 38         | 27         | 9          | 2          | CI+CI-C         | 1+7             | 0+5             | 0+1             | 1+1             | -                  | -                  | -                  | -                  | -                  | SC-C        | 2           | 1           | 0           | 1           | 48     | 33     | 10     | 5      | 68,75      | 1º (prom.)  |
| lug.-ott. 2022      | Venezia           | B                 | 11         | 2          | 3          | 6          | CI              | 1               | 0               | 0               | 1               | -                  | -                  | -                  | -                  | -                  | -           | -           | -           | -           | -           | 12     | 2      | 3      | 7      | 16,67      | Eson.       |
| Totale carriera     | Totale carriera   | Totale carriera   | 219        | 100        | 67         | 52         |                 | 18              | 8               | 3               | 7               |                    | -                  | -                  | -                  | -                  |             | 2           | 1           | 0           | 1           | 239    | 109    | 70     | 60     | 45,61      |             |

## Palmarès

### Giocatore

#### Competizioni nazionali
- Campionato italiano Serie C1: 1

Arezzo: 2003-2004
- Supercoppa di Lega di Serie C: 1

Arezzo: 2004

### Allenatore

#### Competizioni interregionali
- Serie D: 1

Pro Patria: 2017-2018 (girone B)
- Scudetto Dilettanti: 1

Pro Patria: 2017-2018

#### Competizioni nazionali
- Serie C: 1

Südtirol: 2021-2022 (girone A)

#### Competizioni giovanili
- Campionato nazionale Dante Berretti: 1

Brescia: 2010-2011